# University College Dublin AFC
University College Dublin AFC (UC Dublin) is een Ierse voetbalclub uit de hoofdstad Dublin.

## Geschiedenis
De club werd op de universiteit van Dublin gesticht in 1895 en in 1979 toegelaten tot de hoogste divisie. Ooit was het de enige universiteitsploeg van West-Europa die in de hoogste klasse speelde. In de eerste jaren had de club het moeilijk en eindigde niet hoger dan een twaalfde plaats (op zestien clubs). In 1983 werd de club semi-professioneel en konden ook spelers meespelen die niet aan de universiteit studeerden. Een jaar later won de club de Ierse beker tegen het, op dat moment, almachtige Shamrock Rovers. In de competitie zou Shamrock drie jaar lang geen verlies boeken in de competitie tot UC Dublin de zegereeks doorbrak in 1988.
De zege in de beker zorgde voor een deelname aan de Europacup II waar het Everton FC lootte. Toch kon de club thuis 0-0 op het bord houden voor 9000 toeschouwers. In Liverpool verloor de club met 0-1, Everton zou de beker later winnen en landskampioen worden. De club werd vierde in de competitie maar door financiële problemen moest de club enkele spelers vrijlaten. In 1986 degradeerde de club met slechts acht punten, een laagterecord in de Premier Division. In 1989 kwam de club voor één seizoen terug naar Premier Division en moest dan tot 1995 wachten op een rentree. De club werd kampioen in de First Division met een toentertijd recordaantal punten, doelpunten voor en doelpunten tegen. De club kwalificeerde zich voor de Intertoto Cup 2000 na een vierde plaats in de competitie. De club lootte een Bulgaarse club en speelde twee keer gelijk maar de Bulgaarse club scoorde drie keer in Ierland en mocht door op uitdoelpunten.
In 2002/03 vermeed de club maar net degradatie. Toen werd er in Ierland overgeschakeld naar een lente/herfst competitie en waren er dus twee competities in 2003. De club degradeerde met een recordaantal punten voor een degradant, 34. In 2004 promoveerde de club weer en in 2008 volgde opnieuw een degradatie om in 2009 direct terug te promoveren als kampioen van de First Division.

## Mannen

### Erelijst
- FAI Cup

1984
- FAI Supercup

2001
- First Division

1995, 2009, 2018

## Overzichtslijsten

### Eindklasseringen vanaf 1960
| 18 |

| 16 |

| 15 |

| 12 |

| 8 |

| 5 |

| 12 |

| 10 |

| 11 |

| 13 |

| 14 |

| 12 |

| 11 |

| 5 |

| 7 |

| 4 |

| 3 |

| 9 |

| 4 |

| 8 |

| 15 |

| 12 |

| 13 |

| 13 |

| 6 |

| 4 |

| 12 |

| 5 |

| 5 |

| 2 |

| 12 |

| 6 |

| 4 |

| 4 |

| 4 |

| 1 |

| 7 |

| 8 |

| 10 |

| 6 |

| 4 |

| 10 |

| 7 |

| 6 |

| 10 |

| 2 |

| 9 |

| 6 |

| 10 |

| 12 |

| 1 |

| 7 |

| 8 |

| 9 |

| 9 |

| 11 |

| 3 |

| 4 |

| 3 |

| 1 |

| 10 |

| 3 |

| 3 |

| 9 |

| 10 |

| 2 |

| Premier Division | First Division | Leinster Senior League Senior Division |

Tot 1985 werd voor het 1 niveau de naam League of Ireland gehanteerd en voor het 2e niveau League of Ireland B Division.

### Seizoensresultaten vanaf 2000
| Seizoen | Competitie       | Niveau | Eindstand | FAI Cup      | Opmerking |
| ------- | ---------------- | ------ | --------- | ------------ | --- |
| 1999/00 | Premier Division | I      | 4         | 2e ronde     | |
| 2000/01 | Premier Division | I      | 10        | 2e ronde     | pd-wedstrijden > Athlone Town FC: 1-2/2-1 (4-2 n.s.); Finalist League Cup > St. Patrick's Athletic: 2-2/1-3  |
| 2001/02 | Premier Division | I      | 7         | kwartfinale  | |
| 2002/03 | Premier Division | I      | 6         | 2e ronde     | 1½ speelronde i.v.m. overgang naar kalenderjaarseizoen                                                       |
| 2003    | Premier Division | I      | 10        | 3e ronde     | |
| 2004    | First Division   | II     | 2         | kwartfinale  | |
| 2005    | Premier Division | I      | 9         | kwartfinale  | Finalist League Cup > Derry City FC: 1-2                                                                     |
| 2006    | Premier Division | I      | 6         | kwartfinale  | |
| 2007    | Premier Division | I      | 10        | halve finale | |
| 2008    | Premier Division | I      | 12        | 2e ronde     | |
| 2009    | First Division   | II     | 1         | 3e ronde     | |
| 2010    | Premier Division | I      | 7         | 8e finale    | |
| 2011    | Premier Division | I      | 8         | 2e ronde     | |
| 2012    | Premier Division | I      | 9         | 2e ronde     | |
| 2013    | Premier Division | I      | 9         | 1e ronde     | |
| 2014    | Premier Division | I      | 11        | 2e ronde     | pd-wedstrijden > Galway FC: 1-2/0-3                                                                          |
| 2015    | First Division   | II     | 3         | 2e ronde     | promotie play-offs >Finn Harps FC: 0-1/1-2                                                                   |
| 2016    | First Division   | II     | 4         | kwartfinale  | |
| 2017    | First Division   | II     | 3         | 1e ronde     | |
| 2018    | First Division   | II     | 1         | halve finale | |
| 2019    | Premier Division | I      | 10        | kwartfinale  | |
| 2020    | First Division   | II     | 3         | 2e ronde     | competitie na 18 wedstrijden afgebroken i.v.m. coronapandemie; promotie play-off >Longford Town FC: 2-3 n.v. |
| 2021    | First Division   | II     | 3         | kwartfinale  | pd-wedstrijd > Waterford FC: 2-1                                                                             |
| 2022    | Premier Division | I      | 9         | kwartfinale  | pd-wedstrijd > Waterford FC: 1-0                                                                             |
| 2023    | Premier Division | I      | 10        | 2e ronde     | |
| 2024    | First Division   | II     | 2         | kwartfinale  | halve finale play-offs > Bray Wanderers AFC: 0-2 / 1-0                                                       |

### In Europa
#Q = #kwalificatieronde, #R = #ronde, T/U = Thuis/Uit, W = Wedstrijd, PUC = punten UEFA coëfficiënten .
Uitslagen vanuit gezichtspunt UC Dublin AFC
| Seizoen                                                    | Competitie    | Ronde | Land               | Club                 | Totaalscore | 1e W    | 2e W    | PUC |
| ---------------------------------------------------------- | ------------- | ----- | ------------------ | -------------------- | ----------- | ------- | ------- | --- |
| 1984/85                                                    | Europacup II  | 1R    | Vlag van Engeland  | Everton FC           | 0-1         | 0-0 (T) | 0-1 (U) | 1.0 |
| 2000                                                       | Intertoto Cup | 1R    | Vlag van Bulgarije | Velbazjd Kjoestendil | 3-3 u       | 3-3 (T) | 0-0 (U) | 0.0 |
| 2015/16                                                    | Europa League | 1Q    | Vlag van Luxemburg | F91 Dudelange        | 2-2 u       | 1-0 (T) | 1-2 (U) | 1.0 |
|                                                            |               | 2Q    | Vlag van Slowakije | Slovan Bratislava    | 1-6         | 0-1 (U) | 1-5 (T) | 1.0 |
| Totaal aantal behaalde punten voor UEFA coëfficiënten: 2.0 |               |       |                    |                      |             |         |         |     |

Zie ook
- Deelnemers UEFA-toernooien Ierland
- Ranglijst van alle clubs die in de diverse Europa Cups zijn uitgekomen

## Vrouwen

### In Europa
| Seizoen | Competitie             | Ronde | Land                | Club                    | Uitslagen |
| ------- | ---------------------- | ----- | ------------------- | ----------------------- | --------- |
| 2003/04 | UEFA Women's Cup       | 1e    | Vlag van Frankrijk  | Juvisy FCF              | 1-6       |
|         | toernooi in Oslo       | 1e    | Vlag van Noorwegen  | Kolbotn IL              | 0-8       |
|         |                        | 1e    | Vlag van Polen      | KS AZS Wroclaw          | 0-3       |
| 2004/05 | UEFA Women's Cup       | 1e    | Vlag van Frankrijk  | Montpellier HSC         | 0-5       |
|         | toernooi in Vendargues | 1e    | Vlag van Portugal   | SU 1° Dezembro          | 1-1       |
|         |                        | 1e    | Vlag van Oostenrijk | SV Neulengbach          | 2-4       |
| 2005/06 | UEFA Women's Cup       | 1e    | Vlag van Oostenrijk | SV Neulengbach          | 1-5       |
|         | toernooi in Zagreb     | 1e    | Vlag van Italië     | ASD CF Bardolino Verona | 0-2       |
|         |                        | 1e    | Vlag van Kroatië    | ZNK Maksimir            | 2-0       |